# ميخائيل أوهارا
ميخائيل أوهارا (بالإنجليزية: Michael O'Hara)‏ (15 سبتمبر 1932 في الولايات المتحدة - 1 فبراير 2018) هو لاعب كرة طائرة الولايات المتحدة. شارك في الألعاب الأولمبية الصيفية 1964.

## وصلات خارجية
- ميخائيل أوهارا على موقع أوليمبيديا (الإنجليزية)